# Dimitrios Ipsilantis

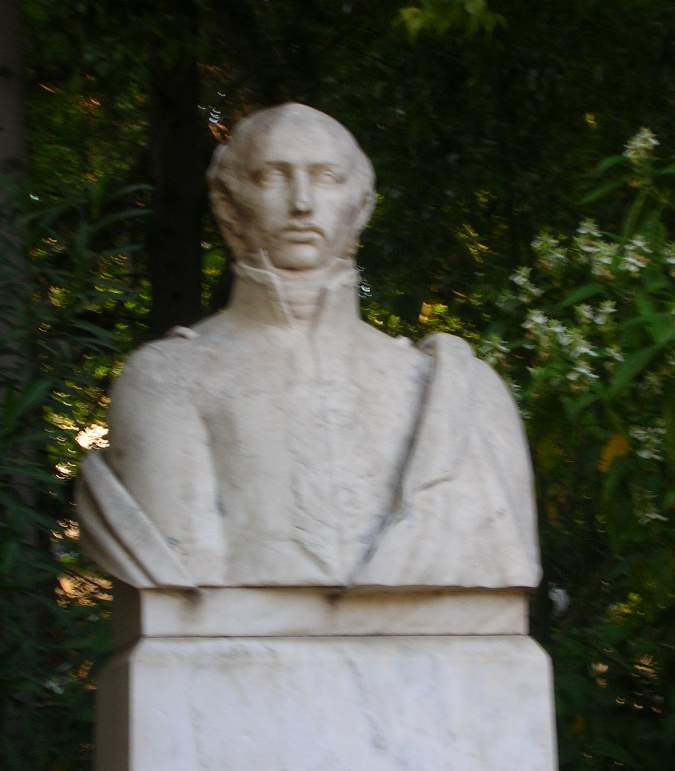
Pomnik Ipsilantisa w Atenach

Dimitrios (Dimitris) Ipsilantis (gr. Δημήτριος Υψηλάντης; ros. Дмитрий Константинович Ипсиланти, Dmitrij Konstantinowicz Ipsiłanti; ur. w 1793, zm. w 1832) – drugi syn Konstantyna Ipsilantisa, brat Aleksandrosa Ipsilantisa. Urodzony w Konstantynopolu, narodowości greckiej, o pontyjskich korzeniach, wykształcony wojskowo w Rosji i we Francji. Służył w carskiej gwardii przybocznej, należał do Filiki Eterii, następnie walczył o niepodległość Grecji, w greckim powstaniu narodowym 1821. Kilkakrotnie, acz okresowo, powierzano mu funkcję wojskowego dowódcy powstania. Na dalszej karierze zaważyła okoliczność, że mimo szczególnej pozycji, powszechnie szanowanego nazwiska rodzinnego i dużej osobistej popularności w społeczeństwie, nie zdołał zdystansować się od wewnątrzgreckich sporów.
Od 15 stycznia 1822 do 17 marca 1823 był przewodniczącym greckiego parlamentu.